# Marianne Timmer
Maria Aaltje Timmer, detta Marianne (3 ottobre 1974), è un'ex pattinatrice di velocità su ghiaccio olandese.
Ha partecipato a tre edizioni dei giochi olimpici invernali (1998, 2002 e 2006) conquistando complessivamente tre medaglie, tutte d'oro.
È sposata con l'ex calciatore Henk Timmer; precedentemente è stata sposata e ha poi divorziato dal collega Peter Mueller.

## Palmarès
Olimpiadi
- 3 medaglie:
  - 3 ori (1000 m a Nagano 1998, 1500 m a Nagano 1998, 1000 m a Torino 2006)

Mondiali - Distanza singola
- 7 medaglie:
  - 2 ori (1000 m a Varsavia 1997, 1000 m a Heerenveen 1999)
  - 2 argenti (1000 m a Nagano 2000, 1000 m a Seul 2004)
  - 3 bronzi (1500 m a Varsavia 1997, 500 m a Heerenveen 1999, 1000 m a Inzell 2005)

Mondiali - Sprint
- 2 medaglie:
  - 1 oro (Nagano 2004)
  - 1 bronzo (Seul 2000)

Coppa del Mondo
- 3 medaglie:
  - 3 argenti (500 m 2004, 1000 m 2004, 1000 m 2005)

Campionati olandesi
- 42 medaglie:
  - 21 ori (sprint 1997, 1000 m 1998, sprint 1998, 1000 m 1999, sprint 1999, 1000 m 2000, sprint 2001, 1000 m 2002, 500 m 2003, 1000 m 2003, sprint 2003, 500 m 2004, 1000 m 2004, sprint 2004, 500 m 2005, 1000 m 2005, sprint 2005, 500 m 2006, sprint 2006, sprint 2007, sprint 2008)
  - 14 argenti (1000 m 1994, 500 m 1996, 1500 m 1996, 500 m 1998, 1500 m 1998, 500 m 1999, 500 m 2000, sprint 2000, 500 m 2001, 500 m 2002, 1500 m 2002, 1500 m 2005, 1000 m 2006, 500 m 2007)
  - 7 bronzi (1000 m 1996, 1000 m 2001, 1500 m 2004, 1000 m 2007, 500 m 2008, 500 m 2010, 1000 m 2010)

Mondiali - Junior
- 1 medaglia:
  - 1 bronzo (Berlino 1994)